# 节奏组 (音乐)
节奏组是指在爵士乐或者流行音乐乐团中为歌曲或乐曲搭建节奏的组成部分，既可以指乐器（节奏乐器组），也可以指演奏这些乐器的音乐家集体。